# Estadio Daniel Villa Zapata
Das Estadio Daniel Villa Zapata ein Fußballstadion in der kolumbianischen Stadt Barrancabermeja. Es bietet Platz für 10.400 Zuschauer und dient dem kolumbianischen Erstligisten Alianza Petrolera als Heimstätte.

## Geschichte
| Estadio Daniel Villa Zapata |

| Lokalisierung von Santander in Kolumbien |

Das Estadio Daniel Villa Zapata wurde 1990 erbaut. Das Stadion hatte zunächst eine Kapazität von 8000 Plätzen. Es diente seit 1992 dem Zweitligisten Alianza Petrolera als Heimstadion. Als Alianza Petrolera 2012 in die erste Liga aufstieg, genügte das Stadion den Anforderungen nicht mehr. Das Stadion wurde komplett abgerissen und an gleicher Stelle neu erbaut. Während des Neubaus musste Alianza Petrolera in andere Städte ausweichen. Die meiste Zeit wurde im Estadio Álvaro Gómez Hurtado in Floridablanca gespielt. Im April 2015 kehrte Alianza Petrolera zurück in ihr ursprüngliches Heimstadion. Die neue Kapazität des Stadions liegt bei 10.400 Plätzen.